# Lardier-et-Valença
Lardier-et-Valença är en kommun i departementet Hautes-Alpes i regionen Provence-Alpes-Côte d'Azur i sydöstra Frankrike. Kommunen ligger  i kantonen Tallard som ligger i arrondissementet Gap. År 2022 hade Lardier-et-Valença 371 invånare.

## Befolkningsutveckling
Antalet invånare i kommunen Lardier-et-Valença
Referens:INSEE